# Augusto da Silva Carvalho Osório
Augusto da Silva Carvalho Osório (Lisboa, 1 de Dezembro de 1878 — Lisboa, 28 de Dezembro de 1940) foi governador civil do Distrito da Horta (de 13 de Setembro de 1906 a 15 de Fevereiro de 1908) durante o governo presidido por João Franco.

## Biografia
Descendente de José da Silva Carvalho, era irmão de José da Silva Carvalho Osório, político ligado a João Franco e seu chefe de gabinete no período em que foi governador civil e que também foi deputado eleito pelo círculo eleitoral da Horta.